# Glasgow Outcome Scale

Le Glasgow Outcome Score (GOS) est une échelle destinée aux patients atteints de lésions cérébrales, telles que des traumatismes cérébraux, qui regroupe les victimes selon le degré objectif de récupération. La première description remonte à 1975 par Jennett et Bond. Le GOS ne doit pas être confondu avec le Glasgow Coma Scale (échelle de Glasgow) utilisé pour évaluer la profondeur d'un coma.

## Application
Le Glasgow Outcome Score s'applique aux patients atteints de lésions cérébrales permettant l'évaluation objective de leur rétablissement dans cinq catégories. Cela permet de prédire le déroulement à long terme de la rééducation en ce qui concerne le retour à l'emploi et dans les activités de la vie quotidienne[réf. nécessaire].
| 1. Décès                     | Blessure grave ou décès sans reprise de conscience                                                          |
| 2. État végétatif persistant | Dommages graves avec un état prolongé de coma et un déficit des fonctions cognitives supérieures            |
| 3. Handicap grave            | Blessure grave avec besoin permanent d'aide à la vie quotidienne                                            |
| 4. Handicap modéré           | Pas besoin d'assistance au quotidien, l'emploi est possible mais peut nécessiter un équipement particulier. |
| 5. Handicap faible           | Dommages légers avec déficits neurologiques et psychologiques mineurs.                                      |

### Échelle élargie
Le Glasgow Outcome Scale Extended (GOSE) est une version étendue de l'échelle,. Il subdivise les trois catégories supérieures :
| 1. Décès |
| 2. État végétatif                                                                                                   |
| 3. Invalidité sévère inférieure                                                                                     |
| 4. Invalidité sévère supérieure                                                                                     |
| 5. Invalidité modérée inférieure                                                                                    |
| 6. Handicap modéré supérieur - un certain handicap mais peut potentiellement retourner à un certain niveau d'emploi |
| 7. Bonne récupération inférieure - défaut physique ou cognitif mineur                                               |
| 8. Bonne récupération supérieure - récupération complète                                                            |